# Adolf Stäbli

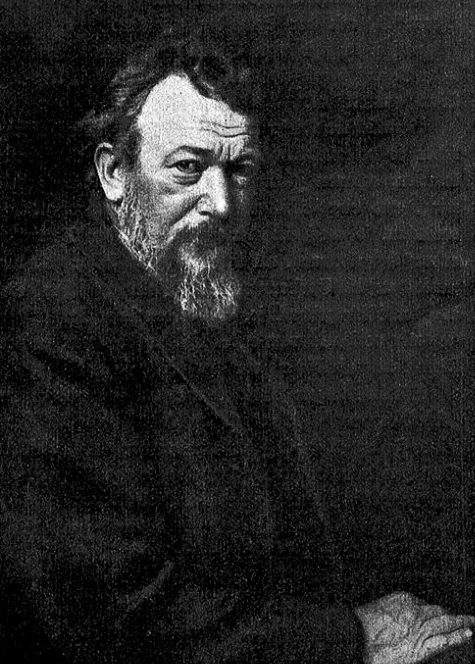
Adolf Stäbli

Johann Adolf Stäbli (auch Johann Adolf Staebli; * 31. Mai 1842 in Winterthur; † 21. September 1901 in München) war ein Schweizer Maler, dessen Werk zur deutschen Spätromantik gezählt wird und der schon zu Lebzeiten in der Schweiz sowie in seiner Wahlheimat München vor allem für sogenannte «Stimmungslandschaften» bekannt war.

## Leben
Adolf Stäbli war der Sohn des aus Brugg (Aargau) stammenden Kupferstechers und Zeichenlehrers Diethelm Stäbli. Mit 16 verliess er das Gymnasium in Winterthur und bekam seine erste Ausbildung vom Vater. Von 1859 bis 1861 ging er im Atelier von Rudolf Koller in Zürich in die Lehre. 1862 setzte er auf dessen Empfehlung seine Ausbildung bei Johann Wilhelm Schirmer an der Karlsruher Akademie der Künste fort.
Er schloss Freundschaft mit Hans Thoma. Weitere Stationen waren Dresden, Mailand und Paris, wo er 1867 an der Weltausstellung in Paris in Kontakt mit der französischen Landschaftsmalerei kam und daraufhin Barbizon besuchte. 1869 wurde er in München sesshaft und befreundete sich dort mit den Schweizer Malern Arnold Böcklin und Otto Frölicher sowie mit dem Kunsthistoriker Adolf Bayersdorfer. Seine Werke wurden in München und in der Schweiz ausgestellt. 1882 unternahm er eine Reise nach Italien. Stäbli sammelte seine Eindrücke als skizzierender Freiluftmaler im Sommer und malte seine Bilder später im Atelier. Ab 1894 entstanden Gesundheitsprobleme durch eine Chloroformvergiftung und durch Alkoholismus, von denen er sich nicht mehr erholte.

## Werk
Adolf Stäbli ist ein wichtiger Vertreter von Landschaftsmalern der letzten Jahrzehnte des 19. Jahrhunderts. Es sind meistens Landschaften aus seiner Schweizer Heimat und solche aus Oberbayern, die er in seinem Schaffen präsentiert. Flüchtige und dramatische Wetterphänomene charakterisieren viele seiner Gemälde. Die bewegten Wolkenformationen und Gewitterstimmungen brachten ihm sogar den Ruf eines Ruisdaels des 19. Jahrhunderts ein. Er verzichtete auf die pittoresken Sujets idealisierter Landschaftsdarstellungen vieler Zeitgenossen zu Gunsten eines unmittelbaren emotionalen, manchmal pathetischen Naturerlebnisses. Sein Wahlspruch war: „Meine Malerei ist Erlebnis, nicht Erfindung.“ Ein Auftrag der Aargauer Regierung, das 1868 vollendete Gemälde Aufziehendes Gewitter im Aargauer Kunsthaus ist eines seiner bekanntesten Gemälde. Er schuf auch Zeichnungen, Radierungen und Aquarelle. Nach Phasen von Stagnation, Depression und Armut fand er erneut Anerkennung. 1897 und 1901 wurde er in München mit Gold-Medaillen ausgezeichnet und erhielt 1898 den Professorentitel.
Nach seinem Tod gelangte der Hauptteil von Werk und Nachlass in die Schweiz. Seine Werke befinden sich hauptsächlich im Aargauer Kunsthaus sowie in anderen schweizerischen und einigen deutschen Museen, beispielsweise im Stäblisaal im Stadtmuseum Brugg, im Museum Oskar Reinhart am Stadtgarten in Winterthur, im Kunstmuseum St. Gallen sowie in der Graphischen Sammlung der ETH und im Kunsthaus in Zürich; ebenso in München in der Neuen Pinakothek, in der Staatlichen Graphischen Sammlung und in der Städtischen Galerie im Lenbachhaus. Retrospektiven fanden 1942 im Gewerbemuseum Aarau und 1984 im Zimmermannshaus in Brugg statt. Zuletzt würdigte das Aargauer Kunsthaus den Künstler mit einer repräsentativen Auswahl von Landschaftsbildern in einer Ausstellung von Januar bis April 2015.

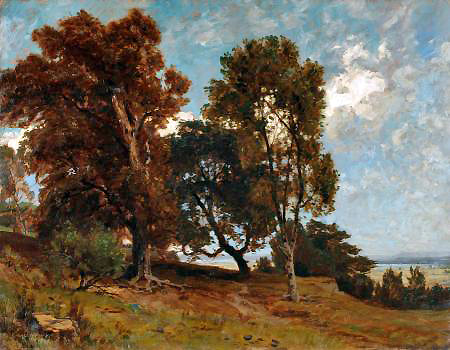
Adolf Stäbli: Baumgruppe bei einem Fluss, ohne Jahr, Eigentum der Schweizerischen Eidgenossenschaft, Bundesamt für Kultur, Bern

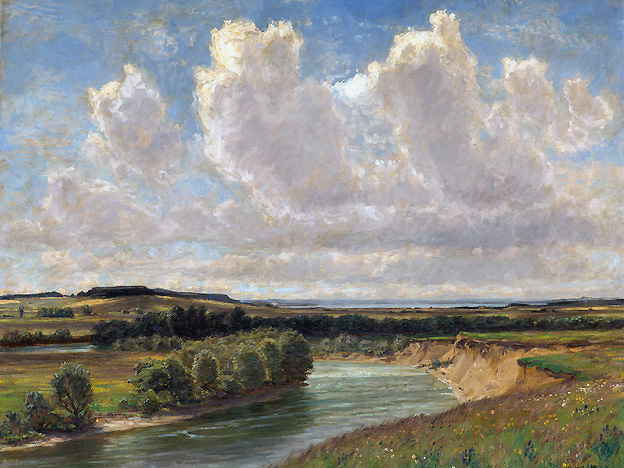
Adolf Stäbli: An der Amper, nach 1890, Kunstmuseum St. Gallen, Depositum der Gottfried Keller-Stiftung

## Werke (Auswahl)
- Waldlandschaft mit einem Fuhrwerk im Hintergrund
- Birken (Birkenlandschaft)
- Romantische Landschaft
- Italienische Frühlingslandschaft
- Baumgruppe bei einem Fluss
- Im Vorgebirge
- Sommerliche Flussuferpartie
- Sommerliche Landschaft mit aufziehendem Gewitter
- Baum im Sturm
- Landschaft bei Oberaudorf
- Kloster Fahr
- Aufziehendes Gewitter (Schloss Brunegg) (1868)

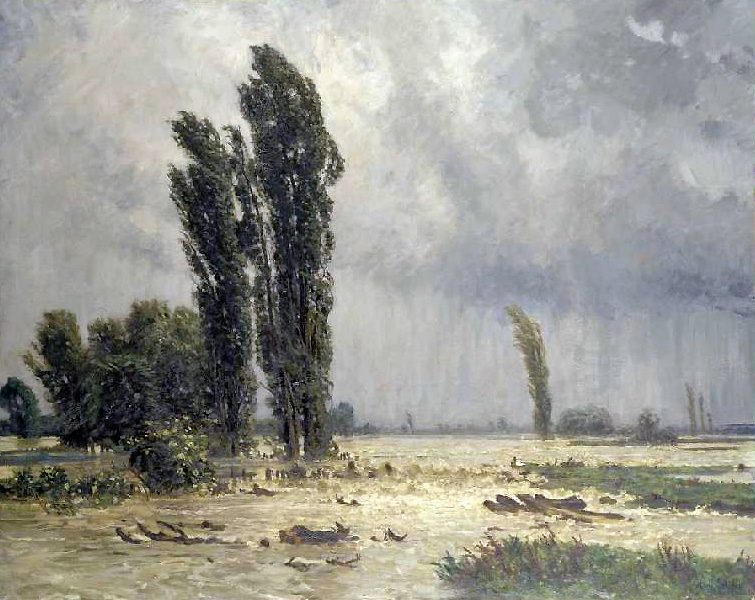
Adolf Stäbli: Überschwemmung, 1893, Kunstmuseum Basel

- Chiemseelandschaft (1874)
- Landschaft am Wasser (1878)
- Abziehendes Gewitter (1879)
- Überschwemmung (1886)
- An der Amper (1890)
- Kruzifix am Weg (1894)
- Sturm (um 1895)
- Maienregen (1896)